# 商業主義
商業主義（しょうぎょうしゅぎ、英: commercialism コマーシャリズム）とは、商業における利潤（利益）を最大化しようとする傾向。金銭的利益を得ることを第一とする考え方。他のあらゆる価値よりも営利（利益額）を最優先させる考え。営利主義とも。

## 概説
商業主義とは、利潤（利益）を最大化しようとする考え方や、金銭的利益を得ることを第一とする考え方である。
商業主義が行き過ぎると、自社（自らの所属する組織）の側の目先の利益額、目先の金銭的利益の額（数字）が大きくなることだけを追い求め、他の重要なことがらや価値を軽視するあまり、法律・法規やルールを無視したり、顧客や消費者をないがしろにしたり、顧客や消費者に損失・損害を与えるようなことをしたり、果ては人命を軽視するようなことや人が死んでしまうようなことまでやりがちである。
報道では企業によって様々な不正や偽装事件が起きるたび、組織にはびこる営利主義（商業主義）が様々な反社会的行為・犯罪行為を生んでいるとも指摘され、営利主義は批判されている。

## 問題点
企業経営。営利主義の問題点の指摘
人間というのは「（企業組織の経営は）利潤を最大化さえすればよいのだ」などと考えだすと、「市場を独占して暴利をむさぼればいいんだ」、などと考えたり、「自分以外の人々に不正な方法で損害を与えてでも、自分だけ巨大な利潤を得ればよいのだ」などと考える、とんでもない輩が出てくることがある。
ピーター・ドラッカーは、企業にとって利潤が重要であることは認めてはいるものの、「企業の経営目的は利潤ではなく、顧客の創造である」とも述べている。
松下幸之助の経営哲学本には、企業の社会性というのは大事なことである、と書かれている。松下幸之助は「適正利潤の確保」という概念で説明した。（つまり経営哲学には「（利潤の）最大化」とか「利益最優先」などという愚かな考え方は避けた。 ）
また松下は、企業が納税することは社会にとっても必要である、とした。なお（民間組織というのはそれができる、と、すでに人々は知っているが）、松下幸之助は、政府というものも、単年度ごとの「予算」などという、不合理な方式で運用せず、民間組織同様に、何年もの運営を視野におさめた複数年の運営方式で、資金を溜めつつ運営すれば、税金を取ることなしに運営できる、と提言した。、

## スポーツにおける商業主義
スポーツの世界でも商業主義が横行してしまっており、スポーツの根幹を蝕む問題になっている。たとえばオリンピックは、会場では広告看板は見えない（あたかもスポンサリングが行われていないかのような錯覚を生む）が、その舞台裏では莫大な放映権料やスポンサー料がIOCの懐を潤し、競技自体にまで影響を及ぼしている、という実態がある。

## 関連事象、関連事件
- 納税の大がかりな回避。タックス・ヘイヴン。パナマ文書、パラダイス文書。
- スポーツ大会の商業化。近代オリンピック#アマチュアリズムの崩壊とプロ化[11]
- FIFA、2015年FIFA汚職事件
- いわゆる「ブラック企業」の諸問題。労働基準法の無視。長時間労働の強要。時間外労働の不計算（"サービス残業"）　等々。
- 構造計算書偽造事件
- 東洋ゴム工業#不祥事
- 旭化成建材#杭打ちデータ改ざん問題
- レオパレス21の施工不備事件
- 銀座眼科事件、山本病院事件
- 食の安全#歴史。残滓牛乳事件、雪印集団食中毒事件、雪印牛肉偽装事件、産地偽装、船場吉兆#不祥事
- 日本山岳会#ナイロンザイル事件
- セウォル号沈没事故
- フォルクスワーゲンによる排ガス試験すりぬけ工作事件
- 三菱自動車#燃費試験の不正事件